# Стародубцеви
Староду́бцеви (рос. Стародубцевы) — присілок у складі Шабалінського району Кіровської області, Росія. Входить до складу Новотроїцького сільського поселення.
Населення становить 41 особа (2010, 54 у 2002).
Національний склад станом на 2002 рік — росіяни 94 %.